# Virginia Military Institute

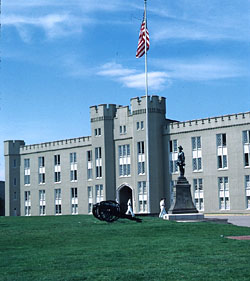
Hauptgebäude

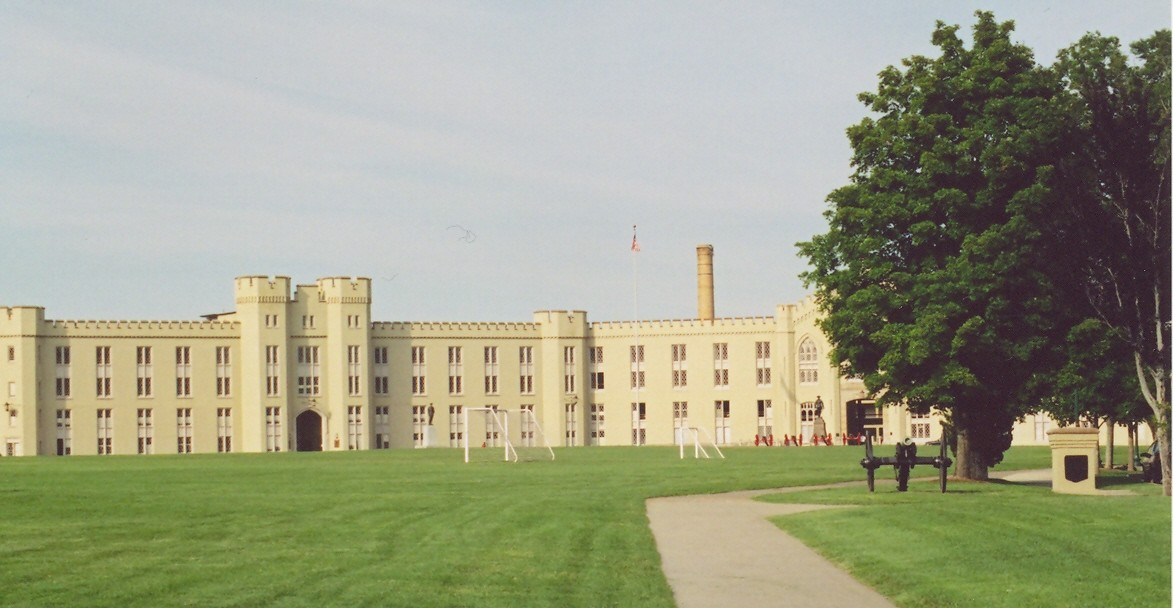
Unterkunftsgebäude mit dem Denkmal Thomas „Stonewall“ Jacksons

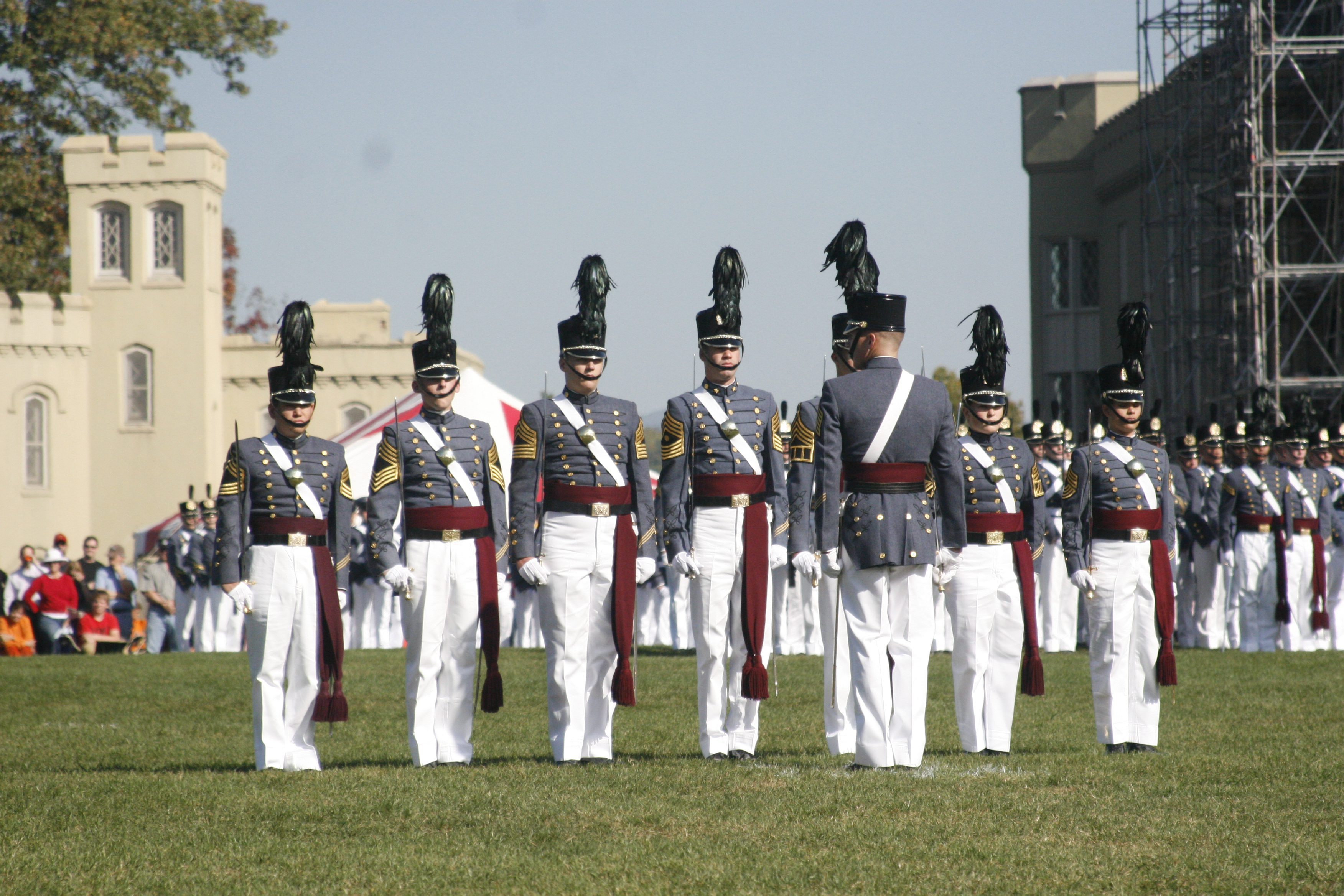
Parade der Kadetten

Das Virginia Military Institute (VMI) in Lexington im US-amerikanischen Bundesstaat Virginia wurde am 11. November 1839 gegründet und gilt als das erste Militär-College der USA mit einem vierjährigen Ausbildungsgang.

## Geschichte
Einer der Gründer und in den ersten Jahren Präsident des Schulvorstands war Claudius Crozet, ein Bauingenieur, ehemals Artillerieoffizier Napoleons, Absolvent der École polytechnique und früher Professor in West Point, der auch das Curriculum festlegte. Er wurde später auf dem Friedhof des VMI begraben.
Einer der bekanntesten Lehrer war Thomas J. Jackson („Stonewall Jackson“). Die wohl bekanntesten Kadetten waren unter anderem George C. Marshall, George S. Patton, Simon B. Buckner junior und Lemuel Shepherd. Bis 1996 nahm das Virginia Military Institute nur männliche Kadetten auf. Erst in diesem Jahre wurde die Zulassung weiblicher Kadetten durch ein Urteil des Obersten Gerichtshofes der Vereinigten Staaten erzwungen. Im Mai 1974 erhielt das Virginia Military Institute den Status eines National Historic Landmarks zuerkannt und ist eine von 121 historischen Stätten dieser Art in Virginia. Am gleichen Tag erfolgte der Eintrag als Historic District in das National Register of Historic Places.

## Studium
Die männlichen und weiblichen Kadetten können die Abschlüsse Bachelor of Arts und Bachelor of Science erwerben. Derzeit befinden sich 1300 Kadetten am Institut, 5 % davon sind weiblichen Geschlechts. Für die Ausbildung stehen 145 Lehrkräfte zur Verfügung.
Das VMI ist sehr traditionsbewusst, und so gibt es zahlreiche Jahrzehnte alte Riten, wie beispielsweise die Ratline, die Oath Ceremony im New Market Battlefield State Historical Park, den Breakout oder die wöchentliche Freitagsparade. Alle diese Traditionen, der Ehrenkodex und die strenge Hierarchie sind bis heute tief verwurzelt im Selbstverständnis des Institutes und seiner Angehörigen.
Der Abschluss am VMI führt nicht zwangsläufig zu einer Militärkarriere. Die akademische Ausbildung und das Leben am VMI sind zwar militärisch aufgebaut, die eigentliche aktuelle militärische Ausbildung erfolgt aber erst bei der Teilnahme am Reserve-Officer-Training-Corps-Programm (ROTC) der vier Teilstreitkräfte der Vereinigten Staaten von Amerika. Viele Kadetten nehmen aus finanziellen Gründen am ROTC teil, um so die Studiengebühren finanzieren zu können. Etwa 50 % der Kadetten setzen ihre Laufbahn in der so genannten Militär-A-Karriere fort.
Das VMI unterhält verschiedene Austauschprogramme mit ausländischen Universitäten, darunter den beiden Bundeswehruniversitäten in Hamburg und München.

## Persönlichkeiten

### Dozenten
- John Mercer Brooke, Ausbilder der amerikanischen Marine und Erfinder von Geschossen.
- Thomas J. Jackson, General im Heer der Konföderierten Staaten
- Matthew Fontaine Maury, Marineoffizier und Hydrograf
- William Dickinson Washington, Maler der Düsseldorfer Schule

### Absolventen
Militär
- Thomas T. Handy, ehemaliger Stellvertreter des Generalstabschefs der US Army
- John P. Jumper, ehemaliger Stabschef der US Air Force (USAF)
- William Mahone, Generalmajor der Armee der Konföderierten Staaten von Amerika
- George C. Marshall, General of the Army und Friedensnobelpreisträger 1953
- Randolph M. Pate, 21. Generalstabschef des US Marine Corps
- George S. Patton, General
- J. H. Binford Peay III., ehemaliger Superintendent des VMI
- Lemuel C. Shepherd junior, 20. Commandant of the Marine Corps
- Leonard T. Gerow, General der United States Army

Sonstige
- Mel Brooks, Komiker, Schauspieler und Regisseur
- Ralph Northam, Gouverneur von Virginia
- Michael Waltz, ehemaliger Nationaler Sicherheitsberater